# V403 Большого Пса
V403 Большого Пса (лат. V403 Canis Majoris) — двойная вращающаяся эллипсоидальная переменная звезда (ELL:) в созвездии Большого Пса на расстоянии (вычисленном из значения параллакса) приблизительно 19863 световых лет (около 6090 парсеков) от Солнца. Видимая звёздная величина звезды — от +16,1m до +16,02m. Орбитальный период — около 2,0639 суток.